# Eragrostis cataclasta
Eragrostis cataclasta là một loài thực vật có hoa trong họ Hòa thảo. Loài này được Nicora mô tả khoa học đầu tiên năm 1969.